# Tachytrechus gussakovskii
Tachytrechus gussakovskii är en tvåvingeart som beskrevs av Stackelberg 1941. Tachytrechus gussakovskii ingår i släktet Tachytrechus och familjen styltflugor. Inga underarter finns listade i Catalogue of Life.